# Filtro cavale

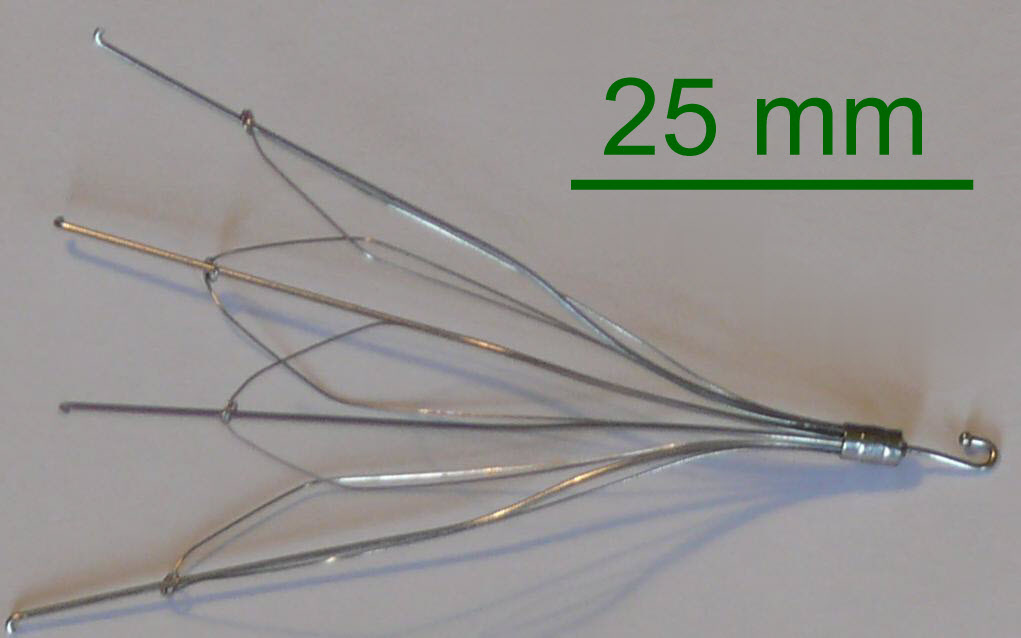
Filtro cavale

Il filtro cavale è un presidio medico che viene inserito in vena cava inferiore da un chirurgo vascolare o un radiologo interventista per la prevenzione dell'embolia polmonare. Chiamato filtro di Kim-Ray Greenfield in onore degli inventori.

## Tecnica
Consiste nell'introduzione per via percutanea venosa, attraverso la vena giugulare interna o la femorale comune di uno speciale filtro meccanico che viene rilasciato all'interno della vena cava inferiore subito al di sotto della confluenza delle vene renali. Il dispositivo, che ha la forma di un "ombrellino" e che con le sue maglie metalliche impedisce ad eventuali emboli provenienti dagli arti inferiori di raggiungere le arterie polmonari, può essere di tipo temporaneo oppure permanente.

## Indicazioni
Il posizionamento di un filtro cavale è indicato in pazienti con trombosi venosa profonda degli arti inferiori e/o ileo-cavale che abbia determinato embolia polmonare e nei quali non sia possibile o sia controindicata la terapia anticoagulante o qualora il tipo di trombosi sia ad elevato rischio di embolia polmonare.

## Complicanze
Circa un quinto dei pazienti presenta un episodio di trombosi della vena cava e la terapia anticoagulante deve pertanto essere continuata a meno che non sussista una controindicazione. Altra complicanza può essere dettata dallo spostamento e dalla migrazione del filtro che può, seguendo il torrente circolatorio, raramente raggiungere il polmone. L'occlusione del filtro avviene in circa un quinto dei pazienti nel giro di cinque anni e in un paziente su tre a nove anni.